# Luis Ernesto Pérez
Luis Ernesto Pérez Gómez (Ciudad de México, México; 12 de enero de 1981) es un exfutbolista y entrenador mexicano; se desempeñaba como mediocampista. 
Es considerado uno de los mejores futbolistas de la historia del Club de Fútbol Monterrey, además de haber sido el capitán del equipo durante la época más ganadora de la historia del club. Cuenta con una certificación como entrenador por parte de la UEFA Pro.
Actualmente forma parte del cuerpo técnico de Efraín Juárez, en el Club Universidad Nacional de México. 

## Trayectoria

### Futbolista

#### Necaxa
Debutó en la Primera División de México el 21 de septiembre de 1999, enfrentando al Club Santos Laguna en el Estadio Azteca, en partido correspondiente a la Jornada 7 del Invierno 1999; los Rayos vencieron 3-1 a los Alviverdes. Raúl Arias era el director técnico del club.
Integró el plantel que acudió al Campeonato Mundial de Clubes de la FIFA 2000 en Brasil y obtuvo el tercer lugar en el certamen luego de vencer en penales (4-3) al Real Madrid. 
Con los Rayos perdió la final del Verano 2002, ante el Club América; el marcador global finalizó 2-2 (Estadio Azteca 0-2 y Estadio Azteca 0-2), pero en tiempo extra, América ganó con anotación de Hugo Norberto Castillo. 

#### Monterrey
En diciembre de 2002 se integró al Club de Fútbol Monterrey. 
Bajo el mando del técnico argentino Daniel Passarella, Luis Pérez conquistó el título del Clausura 2003 al vencer a Morelia por marcador global de 3-1 (Estadio Tecnológico 3-1 y Estadio Morelos 0-0); este fue el primer título de Liga de "Lucho" y el segundo para el cuadro regiomontano.
En el 2007 y junto a Felipe Baloy –compañero en Rayados–, reforzó al Club América en la Copa Libertadores; los Azulcremas del América fueron eliminados en cuartos de final al caer 2-1 ante Santos de Brasil (Estadio Azteca 0-0 y Estadio Urbano Caldeira 2-1). 
Con los Rayados, Pérez ganó 3 Ligas, dos títulos de Concacaf y una InterLiga. Además, se instaló en la lista de los diez primeros goleadores históricos con más de 50 anotaciones y es el cuarto futbolista con más partidos disputados en la historia del equipo. Al igual como en los Rayos, Pérez se mantuvo como titular indiscutible en la alineación de los Rayados.

#### Guadalajara
El 5 de junio de 2012 se hizo oficial su traspaso a las Chivas Rayadas del Guadalajara, a petición del técnico neerlandés John van 't Schip. 
Desafortunadamente, las lesiones no le permitieron tener regularidad.

#### Querétaro
Al finalizar el Clausura 2013, el técnico Benjamín Galindo no requirió más de sus servicios en las Chivas Rayadas y fue enviado a los Gallos Blancos del Querétaro para el Apertura 2013, a préstamo por 6 meses sin opción a compra.

#### Chiapas
En el 2014 jugó para Jaguares de Chiapas.
Al concluir el Apertura 2014, reportó con el Guadalajara por la razón de su préstamo, pero no encontró lugar en el equipo ni tampoco pudo ser acomodado en algún otro durante el Draft, por esta razón se quedó sin jugar un semestre.

#### Monterrey (Segunda etapa)
Para el Apertura 2015, a petición del técnico Antonio Mohamed, se oficializó el regreso de Luis Pérez a los Rayados del Monterrey sin costo alguno.
Al terminar el Apertura 2016, después de 17 años en el balompié Pérez anunció su retiro de las canchas.

### Entrenador

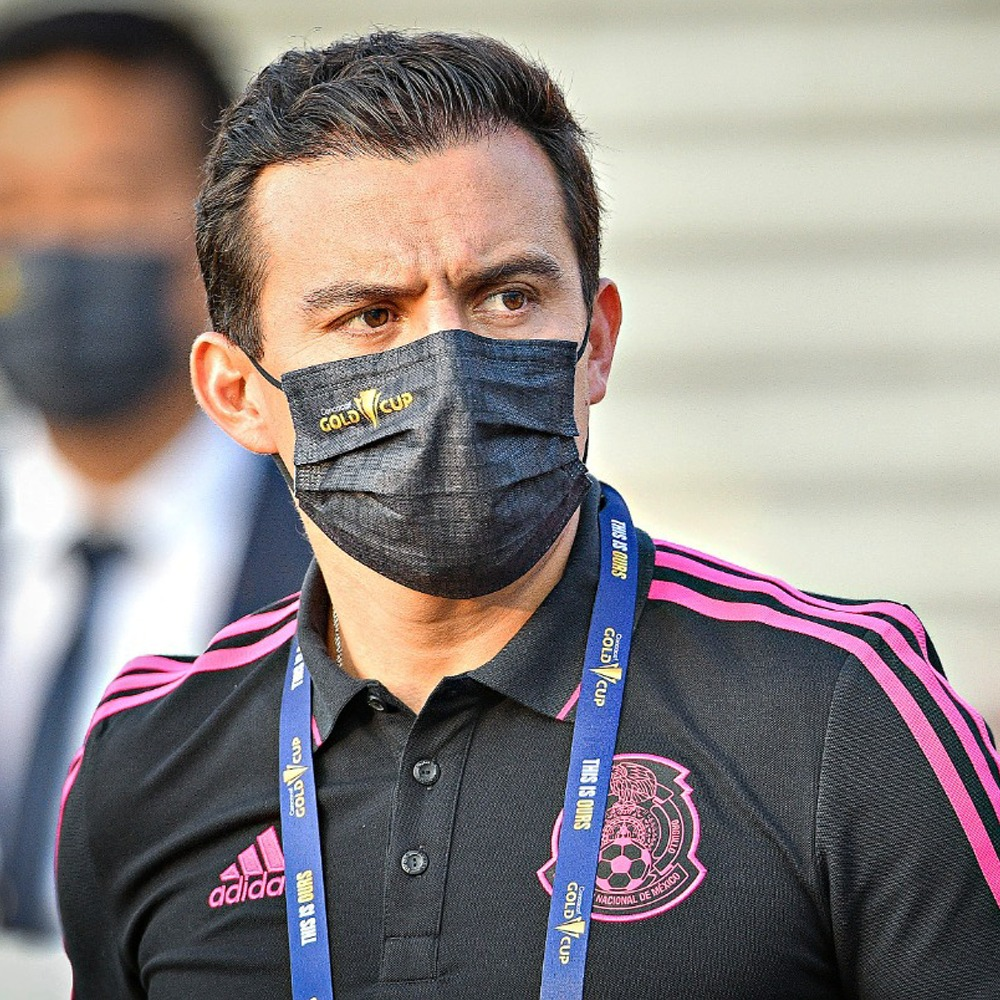
Luis Pérez en un entrenamiento con la Selección Mexicana.

Del 6 de febrero de 2018 al 30 de junio de 2020, trabajó como entrenador de fuerzas básicas en el Club Deportivo Toledo de España.
Del 12 de agosto de 2020 al 30 de junio de 2021, dirigió a la Selección Mexicana Sub-17. 
Estuvo al frente de la Selección Mexicana Sub-20 del 1 de julio de 2021 al 13 de julio de 2022; fue cesado tras la eliminación del Tricolor en los cuartos de final del Campeonato Sub-20 de la Concacaf de 2022, a manos de Guatemala; con el resultado, México quedó fuera de la Copa Mundial de Fútbol Sub-20 de 2023 a celebrarse en Argentina y también de los Juegos Olímpicos de París 2024. 
En vísperas del Clausura 2023 se unió al cuerpo técnico de Ignacio Ambriz, en ese momento entrenador de los Diablos Rojos del Toluca (en octubre de 2023, Ambriz fue despedido).
Del 12 de enero de 2024 al 27 de agosto de 2024, "Lucho" formó parte del equipo de trabajo de Ignacio Ambriz en el Club Santos Laguna.
Tras el nombramiento de Efraín Juárez, como director técnico del Atlético Nacional de Colombia, el club informó que el cuerpo técnico de Juárez estaría integrado por Luis E. Pérez, Alejandro Larrea, Alejandro Bernal (auxiliar administrativo) y Guillermo Hamdan (preparador físico). 
| Club                                       | País     | Año       |
| ------------------------------------------ | -------- | --------- |
| Club Deportivo Toledo D.T. Fuerzas básicas | España   | 2018-2020 |
| Selección Mexicana Sub-17                  | México   | 2020-2021 |
| Selección Mexicana Sub-20                  | México   | 2021-2022 |
| Toluca (Auxiliar)                          | México   | 2023      |
| Club Santos Laguna (Auxiliar)              | México   | 2024      |
| Atlético Nacional (Auxiliar)               | Colombia | 2024      |
| Pumas de la UNAM (Auxiliar)                | México   | 2025-Act  |

## Estadísticas

### Clubes
La siguiente tabla detalla los encuentros disputados y los goles marcados en los clubes en los que militó. 
| C. Necaxa · México |               |               |     |    |    |    |    |     |     |    |
| 1ª | 1999-00       | 24            | 4   | -  | -  | 4  | 0  | 28  | 4   |    |
| 1ª | 2000-01       | 30            | 1   | -  | -  | 6  | 0  | 36  | 1   |    |
| 1ª | 2001-02       | 44            | 6   | -  | -  | 7  | 3  | 51  | 9   |    |
| 1ª | 2002-03       | 16            | 2   | -  | -  | -  | -  | 16  | 2   |    |
| Total club | Total club    | 114           | 13  | -  | -  | 17 | 3  | 131 | 16  |    |
| C.F. Monterrey · México |               |               |     |    |    |    |    |     |     |    |
| 1ª | 2002-03       | 23            | 2   | -  | -  | -  | -  | 23  | 2   |    |
| 1ª | 2003-04       | 32            | 7   | -  | -  | 4  | 1  | 36  | 8   |    |
| 1ª | 2004-05       | 39            | 6   | 23 | 0  | 4  | 0  | 45  | 6   |    |
| 1ª | 2005-06       | 34            | 14  | 4  | 0  | -  | -  | 38  | 14  |    |
| 1ª | 2006-07       | 32            | 2   | 3  | 1  | -  | -  | 35  | 3   |    |
| 1ª | 2007-08       | 38            | 6   | 3  | 0  | -  | -  | 41  | 6   |    |
| 1ª | 2008-09       | 30            | 3   | -  | -  | -  | -  | 30  | 3   |    |
| 1ª | 2009-10       | 29            | 4   | 3  | 1  | 4  | 0  | 36  | 5   |    |
| 1ª | 2010-11       | 32            | 1   | -  | -  | 8  | 1  | 40  | 2   |    |
| 1ª | 2011-12       | 34            | 6   | -  | -  | 9  | 2  | 43  | 8   |    |
| 1ª | 2015-16       | 11            | 0   | 11 | 0  | -  | -  | 22  | 0   |    |
| 1ª | 2016-17       | 1             | 0   | -  | -  | 1  | 0  | 2   | 0   |    |
| Total club | Total club    | 335           | 51  | 26 | 2  | 30 | 4  | 388 | 57  |    |
| C.D. Guadalajara · México |               |               |     |    |    |    |    |     |     |    |
| 1ª | 2012-13       | 25            | 0   | -  | -  | 2  | 0  | 27  | 0   |    |
| Total club | Total club    | 25            | 0   | -  | -  | 2  | 0  | 27  | 0   |    |
| Querétaro F.C. · México |               |               |     |    |    |    |    |     |     |    |
| 1ª | 2013-14       | 17            | 0   | 1  | 0  | -  | -  | 18  | 0   |    |
| Total club | Total club    | 17            | 0   | 1  | 0  | -  | -  | 18  | 0   |    |
| Chiapas F.C. · México |               |               |     |    |    |    |    |     |     |    |
| 1ª | 2013-14       | 6             | 0   | 2  | 0  | -  | -  | 8   | 0   |    |
| 1ª | 2014-15       | 12            | 0   | -  | -  | -  | -  | 12  | 0   |    |
| Total club | Total club    | 18            | 0   | 2  | 0  | -  | -  | 20  | 0   |    |
| Total carrera | Total carrera | Total carrera | 509 | 64 | 29 | 2  | 49 | 7   | 587 | 73 |
| (1)Incluye datos de la Copa México e InterLiga (2006, 2007, 2008 y 2010). (2)Incluye datos de la Liga Campeones CONCACAF (2004, 2005, 2011, 2012, 2013 y 2016-17), Copa Libertadores (2010), Copa Merconorte (2000 y 2001) y Mundial de Clubes (2000, 2011 y 2012). |               |               |     |    |    |    |    |     |     |    |

3 Jugó el play-off para la Copa Libertadores 2005 enfrentando al Pachuca .

## Selección nacional de México

### Futbolista

#### Sub-17
El entrenador Jorge Vantolrá, llamó a Luis Pérez para que se integrara a la selección que disputaría la Copa Mundial de Fútbol Sub-17 de 1997 en Egipto; en la Fecha 3, México perdió 1-3 ante  Malí y "Lucho" anotó un gol. El cuadro Tricolor fue eliminado en fase de grupos, al sumar solo tres unidades.

#### Sub-23
Acudió al Preolímpico de Concacaf de 2000, en donde la selección quedó en tercer lugar y por ende, fuera de los Juegos Olímpicos de Sídney 2000.
Formó parte de la Selección Sub-23 que conquistó el Preolímpico de Concacaf de 2004 en el Estadio Jalisco y obtuvo el boleto a Juegos Olímpicos de Atenas 2004. En Atenas, participó en los tres encuentros de fase de grupos.

#### Absoluta
Manuel Lapuente, entrenador de la Selección Mexicana, lo convocó por primera ocasión para el representativo mayor en noviembre de 1998, a la edad de 17 años, para jugar ante El Salvador en EE. UU., el 17 de noviembre de 1998; México ganó 2-0 y Pérez disputó 16 minutos.
En el verano del 2000, el conjunto Tricolor debía encarar el inicio de la eliminatoria rumbo a la Copa Mundial de Fútbol de 2002, varios encuentros amistosos y el torneo Copa USA, ante esta situación, Lapuente le pidió a Hugo Sánchez (entrenador de Club Universidad Nacional) que dirigiera la Copa USA. Para ello, Sánchez convocó a 14 elementos de Pumas y 6 refuerzos: Gustavo Jiménez (Atlante), Óscar Mascorro (Toros Neza), Paulo César Chávez (Guadalajara), Luis E. Pérez (Necaxa), Daniel Osorno (Atlas) y Luis Hernández (Galaxy). En el certamen, México empató 2-2 ante Irlanda, goleó 4-2 a Sudáfrica (Pérez anotó un gol) y perdió la final 3-0 ante Estados Unidos.
En mayo de 2001, Enrique Meza lo convocó para que se integrara al plantel que tendría un partido amistoso ante Inglaterra (México perdió 4-0 en Pride Park Stadium y Pérez jugó 7 minutos) y participaría en la Copa FIFA Confederaciones 2001.
El 4 de febrero de 2003 regresó al Tricolor, en un encuentro amistoso ante Argentina, celebrado en Los Angeles Memorial Coliseum, en Estados Unidos. Este encuentro significó la presentación de Ricardo La Volpe al frente del conjunto nacional. 
Con La Volpe, conquistó la Copa de Oro de la Concacaf 2003, al vencer en tiempo extra a Brasil en el Estadio Azteca. Además, acudió y participó en partidos amistosos, en juegos por la Clasificación de Concacaf para la Copa Mundial de Fútbol de 2006, Copa FIFA Confederaciones 2005, Copa de Oro de la Concacaf 2005 y la Copa Mundial de Fútbol de 2006, celebrada en Alemania. Durante la justa mundialista, "Lucho" jugó 103 minutos (Irán 45 minutos y Portugal 58 minutos) y fue expulsado, por doble amonestación, en el encuentro ante los lusitanos.  
En el 2008 fue convocado por Sven-Göran Eriksson.
En febrero de 2011 regresó al Tricolor, después de dos años de ausencia.
|                    | PJ | Minutos | Goles | Asistencias | Periodo   |
| ------------------ | -- | ------- | ----- | ----------- | --------- |
| Selección mexicana | 69 | 4,375   | 8     | 5           | 1998-2012 |

#### Goles
| Fecha                    | Rival                  | Gol | Resultado | Competencia                     |
| ------------------------ | ---------------------- | --- | --------- | ------------------------------- |
| 7 de junio del 2000      | Sudáfrica              |     | 4-0       | Copa USA 2000                   |
| 17 de noviembre del 2004 | San Cristóbal y Nieves |     | 8-0       | Clasificación Copa Mundial 2006 |
| 8 de junio del 2005      | Trinidad y Tobago      |     | 2-0       | Clasificación Copa Mundial 2006 |
| 7 de septiembre del 2005 | Panamá                 |     | 5-0       | Clasificación Copa Mundial 2006 |
| 26 de octubre del 2005   | Uruguay                |     | 3-1       | Amistoso                        |
| 26 de enero del 2006     | Noruega                |     | 2-1       | Amistoso                        |

#### Participación en Copa del Mundo
| Mundial                        | Sede     | Resultado        | Partidos | Goles |
| ------------------------------ | -------- | ---------------- | -------- | ----- |
| Copa Mundial de Fútbol de 2006 | Alemania | Octavos de final | 2        | 0     |

| Fecha       | Estadio                          | Encuentro | Resultado |
| ----------- | -------------------------------- | --------- | --------- |
| 11 de junio | Frankenstadion, Núremberg        | Fecha 1   | 3-1       |
| 21 de junio | Arena auf Schalke, Gelsenkirchen | Fecha 3   | 2-1       |

#### Participaciones en selección nacional
| Competencia                    | Categoría | Sede                    | Resultado         | Partidos | Goles |
| ------------------------------ | --------- | ----------------------- | ----------------- | -------- | ----- |
| Copa Mundial de 1997           | Sub-17    | Egipto                  | Primera fase      | 3        | 1     |
| Copa USA 2000                  | Absoluta  | Estados Unidos          | Subcampeón        | 3        | 1     |
| Copa FIFA Confederaciones 2001 | Absoluta  | Corea del Sur y Japón   | Primera fase      | 0        | 0     |
| Juegos Centroamericanos 2002   | Sub-23    | El Salvador             | Medalla de plata  | 5        | 1     |
| Juegos Panamericanos 2003      | Sub-23    | República Dominicana    | Medalla de bronce | 5        | 3     |
| Copa Oro CONCACAF 2003         | Absoluta  | Estados Unidos y México | Campeón           | 3        | 0     |
| Juegos Olímpicos 2004          | Sub-23    | Grecia                  | Primera fase      | 3        | 0     |
| Copa FIFA Confederaciones 2005 | Absoluta  | Alemania                | Cuarto lugar      | 5        | 0     |
| Copa Oro CONCACAF 2005         | Absoluta  | Estados Unidos          | Cuartos de final  | 4        | 0     |
| Copa Mundial FIFA 2006         | Absoluta  | Alemania                | Octavos de final  | 2        | 0     |

#### Participaciones en fases clasificatorias
| Torneo                     | Categoría | Sede                                 | Resultado       | Partidos | Goles |
| -------------------------- | --------- | ------------------------------------ | --------------- | -------- | ----- |
| Preolímpico CONCACAF 2000  | Sub-23    | Estados Unidos                       | No se clasificó | 5        | 1     |
| Preolímpico CONCACAF 2004  | Sub-23    | México                               | Campeón         | 5        | 2     |
| Clasificación Mundial 2006 | Absoluta  | Norteamérica, Centroamérica y Caribe | Clasificado     | 12       | 5     |
| Clasificación Mundial 2010 | Absoluta  | Norteamérica, Centroamérica y Caribe | Clasificado     | 7        | 0     |
| Clasificación Mundial 2014 | Absoluta  | Norteamérica, Centroamérica y Caribe | Clasificado     | 0        | 0     |

## Palmarés

### Futbolista
Campeonatos nacionales
| Categoría                  | Título        | Club      | País   |
| -------------------------- | ------------- | --------- | ------ |
| Primera División de México | Clausura 2003 | Monterrey | México |
| Primera División de México | Apertura 2009 | Monterrey | México |
| Primera División de México | Apertura 2010 | Monterrey | México |

Campeonatos internacionales
| Título                                   | Club                      | Sede           | Año  |
| ---------------------------------------- | ------------------------- | -------------- | ---- |
| Copa de Campeones de la Concacaf 1999    | Club Necaxa               | Estados Unidos | 1999 |
| Copa de Oro de la Concacaf 2003          | Selección Mexicana        | México         | 2003 |
| Preolímpico de Concacaf de 2004          | Selección Mexicana Sub-23 | México         | 2004 |
| Liga de Campeones de la Concacaf 2010-11 | Monterrey                 | México         | 2011 |
| Liga de Campeones de la Concacaf 2011-12 | Monterrey                 | México         | 2012 |

Otro campeonato
| Título         | Club      | Sede           | Año  |
| -------------- | --------- | -------------- | ---- |
| InterLiga 2010 | Monterrey | Estados Unidos | 2010 |

Otros
| Puesto | Competencia                                  | Club                      | Sede                 |
| ------ | -------------------------------------------- | ------------------------- | -------------------- |
| 3ro.   | Campeonato Mundial de Clubes de la FIFA 2000 | Club Necaxa               | Brasil               |
| 2do.   | Copa USA 2000                                | Selección Mexicana        | Estados Unidos       |
| 2do.   | Juegos Centroamericanos y del Caribe 2002    | Selección Mexicana Sub-23 | El Salvador          |
| 3ro.   | Juegos Panamericanos 2003                    | Selección Mexicana Sub-23 | República Dominicana |

Distinciones individuales
| Distinción                                                  |
| ----------------------------------------------------------- |
| Citlalli al Mejor Novato del Invierno 1999                  |
| Citlalli al Mejor Mediocampista ofensivo del Clausura 2003  |
| Citlalli al Mejor Mediocampista ofensivo del Apertura 2005  |
| Citlalli al Mejor Mediocampista defensivo del Apertura 2010 |